# آکیرا اموتو
 آکیرا اموتو (انگلیسی: Akira Emoto؛ زادهٔ ۳ نوامبر ۱۹۴۸) هنرپیشه اهل ژاپن است که از سال ۱۹۷۴ میلادی تاکنون مشغول فعالیت بوده‌است. از فیلم‌هایی که وی در آن نقش داشته است می‌توان به مارماهی و عروس آوریل اشاره کرد.

## نقش‌ها
ایموتو در سال ۱۹۹۹ میلادی عنوان بهترین بازیگر مرد جایزه آکادمی فیلم ژاپن را برای بازی در فیلم دکتر آکاگی از آن خود کرد. او همچنین برندهٔ جایزهٔ بهترین بازیگر نقش مکمل مرد در هفتمین دورهٔ جشنواره فیلم هوچی برای رودخانه دوتونبوری و دل‌ها و گل‌ها برای تورا-سان شد.